# Jete, Granada
Jete là một đô thị trong tỉnh Granada, Tây Ban Nha. Theo điều tra dân số 2004 (INE), đô thị này có dân số là 768 người.